# غرمخان (مقاطعة بجنورد)
غرمخان (بالفارسية: گرمخان) هي قرية تقع في إيران في قسم غرمخان الريفي. يقدر عدد سكانها بـ 310 نسمة .